# Радужница обыкновенная
Радужница обыкновенная (лат. Donacia vulgaris) — вид жуков-листоедов из подсемейства радужниц. Распространён в Европе, на Кавказе, в Малой Азии, Афганистане, Иране, Сибири, Казахстане, Центральной Азии (Кыргызстане, Таджикистане), на Дальнем Востоке России, в Японии и Китае.

## Описание
Имаго длиной 6—9 мм. Верхняя сторона тела золотисто-зелёная, медно-красная, сине-зелёная, с шелковистым оттенком. На каждом из надкрылий имеется широкая, тёмно-пурпурная или синяя продольная полоса, которая окаймлена бронзовой полосой. Нижняя сторона в беловато-серых волосках. Основание бёдер и голеней, нижняя сторона голеней и лапки рыжие. Данный вид характеризуется следующими признаками:
- каждое из надкрылий на вершине слегка выемчатое;
- вершины надкрылий дугообразно выемчатые, с явственными шовными и наружными углами.

## Экология
Обитают на берегах пресных озёр. Жуки питаются на листьях осоки, ежеголовника и рогоза. Жуки проделывают в листе (либо с верхней либо с обратной стороны) мелкую ямку, которую постепенно удлиняют. Жуки способны проделывать дорожку через жилки листа.